# Neoscona biswasi
Neoscona biswasi – gatunek pająka z rodziny krzyżakowatych.
Gatunek ten opisany został po raz pierwszy w 2001 roku przez Ritę Bhandari i Pawana U. Gajbe na łamach „Records of the Zoological Survey of India”. Jako miejsce typowe wskazano Vijay Nagar w Jabalpurze w Indiach. Epitet gatunkowy nadano na cześć arachnologa Bijana Biswasa. 
Pająk ten osiąga 3,9 mm długości ciała przy karapaksie długości 1,5 mm i szerokości 1,2 mm oraz opistosomie (odwłoku) długości 2,7 mm i szerokości 1,8 mm. Karapaks jest szarobrązowy z brązowymi przepaskami podłużnymi – jedną śródgrzbietową rozwidloną na przedzie i dwiema bocznymi, porośnięty białymi włoskami. Część głowowa jest zwężona i lekko wyniesiona, zaopatrzona w ośmioro oczu. Oczy pary przednio-bocznej leżą znacznie bardziej z tyłu niż przednio-środkowej, a tylno-bocznej nieco bardziej z tyłu niż tylno-środkowej. Oczy par środkowych rozmieszczone są na planie prawie tak długiego jak szerokiego, nieco węższego w tyle trapezu. Przysadziste szczękoczułki mają ciemnobrązowy kolor. Szersza niż dłuższa warga dolna jest ciemnobrązowa z bladym brzegiem odsiebnym. Prawie tak długie jak szerokie szczęki mają ciemnobrązowe części dosiebne i bladożółte odsiebne. Sternum jest podługowato-sercowate z szpiczastym tyłem, czarniawobrązowe z szarawą przepaską podłużną. Odnóża są szarawobrązowe z brązowymi przepaskami w odsiebnych częściach członów. Opistosoma jest prawie eliptyczna, ku przodowi wystająca daleko ponad karapaks, z wierzchu szarobrązowa z dwoma śródgrzbietowymi dwoma bocznymi pasami jasnobrązowymi przez całą długość, od spodu ciemnobrązowa z czarniawą łatą. Płytka płciowa samicy ma długi, cienki i zakrzywiony trzonek.
Pajęczak orientalny, endemiczny dla Indii, znany tylko ze stanu Madhya Pradesh.